# Quixelô
Quixelô là một đô thị thuộc bang Ceará, Brasil. Đô thị này có diện tích 559,76 km², dân số năm 2007 là 15620 người, mật độ 27,9 người/km².